# Copa de la República 1936
La Copa de la República 1936 fu la 36ª edizione della Coppa di Spagna. Il torneo iniziò il 23 febbraio e si concluse il 21 giugno 1936. La finale si disputò allo Stadio Mestalla di Valencia dove il Madrid ottenne il suo settimo titolo ai danni del Barcellona.

## Partecipanti

### Qualificate agli ottavi
Club della Liga
- Arenas Getxo
- Athletic Bilbao
- Madrid CF
- Saragozza
- Barcellona
- Girona
- Oviedo
- Celta Vigo
- Hércules
- Murcia FC
- Siviglia
- Xerez SC

### Qualificate al 3º turno
Migliori club di Segunda
- Osasuna
- Espanyol
- Valencia
- Racing Santander
- Atlético Madrid

### Qualificate alla fase a gruppi
- Unión Irun
- Barakaldo
- Donostia
- Nacional Madrid
- Real Valladolid
- Badalona
- Sabadell
- Júpiter
- US Vigo
- Sporting Gijón
- Stadium Avilés
- Deportivo La Coruña
- FC Levante
- Gimnástico CF
- Elche
- Real Betis
- Granada
- Malacitano
- CD Mirandilla
- Erandio
- Salamanca UDS
- Granollers
- Club Lemos
- Cartagena FC
- Córdoba
- Maiorca
- Tenerife
- Moghreb Tétouan

## Fase a gruppi

### Gruppo I
| Squadra             | P.ti | G | V | N | P | GF | GS | DR |
| ------------------- | ---- | - | - | - | - | -- | -- | -- |
| Deportivo La Coruña | 7    | 4 | 3 | 1 | 0 | 10 | 4  | +6 |
| Club Lemos          | 3    | 4 | 1 | 1 | 2 | 5  | 6  | -1 |
| US Vigo             | 2    | 4 | 1 | 0 | 3 | 3  | 8  | -5 |
| Stadium Avilés      |      |   |   |   |   |    |    |    |

| 23 febbraio 1936 |       |            |
| Deportivo        | 4 - 1 | Club Lemos |
| 8 marzo 1936     |       |            |
| Club Lemos       | 3 - 0 | US Vigo    |
| 12 marzo 1936    |       |            |
| US Vigo          | 2 - 5 | Deportivo  |
| 15 marzo 1936    |       |            |
| Club Lemos       | 1 - 1 | Deportivo  |
| 19 marzo 1936    |       |            |
| US Vigo          | 1 - 0 | Club Lemos |
| 22 marzo 1936    |       |            |
| Deportivo        | [ 2 ] | US Vigo    |

### Gruppo II
| Squadra         | P.ti | G | V | N | P | GF | GS | DR  |
| --------------- | ---- | - | - | - | - | -- | -- | --- |
| Sporting Gijón  | 8    | 6 | 4 | 0 | 2 | 23 | 9  | +14 |
| Real Valladolid | 6    | 6 | 3 | 0 | 3 | 12 | 16 | -4  |
| Nacional Madrid | 5    | 6 | 2 | 1 | 3 | 10 | 13 | -3  |
| Salamanca UDS   | 5    | 6 | 2 | 1 | 3 | 6  | 13 | -7  |

| 23 febbraio 1936 |       |                 |
| Nacional Madrid  | 3 - 0 | Valladolid      |
| Sporting Gijón   | 7 - 0 | UD Salamanca    |
| 1º marzo 1936    |       |                 |
| Sporting Gijón   | 8 - 1 | Valladolid      |
| UD Salamanca     | 2 - 2 | Nacional Madrid |
| 8 marzo 1936     |       |                 |
| Sporting Gijón   | 4 - 1 | Nacional Madrid |
| Valladolid       | 2 - 1 | UD Salamanca    |
| 15 marzo 1936    |       |                 |
| UD Salamanca     | 0 - 1 | Sporting Gijón  |
| Valladolid       | 4 - 1 | Nacional Madrid |
| 19 marzo 1936    |       |                 |
| Nacional Madrid  | 3 - 2 | Sporting Gijón  |
| UD Salamanca     | 2 - 1 | Valladolid      |
| 21 marzo 1936    |       |                 |
| Nacional Madrid  | 0 - 1 | UD Salamanca    |
| 22 marzo 1936    |       |                 |
| Valladolid       | 4 - 1 | Sporting Gijón  |

### Gruppo III
| Squadra    | P.ti | G | V | N | P | GF | GS | DR |
| ---------- | ---- | - | - | - | - | -- | -- | -- |
| Barakaldo  | 7    | 6 | 3 | 1 | 2 | 14 | 8  | +6 |
| Erandio    | 7    | 6 | 3 | 1 | 2 | 8  | 8  | 0  |
| Donostia   | 6    | 6 | 3 | 0 | 3 | 8  | 10 | -2 |
| Unión Irun | 4    | 6 | 1 | 2 | 3 | 6  | 10 | -4 |

| 23 febbraio 1936 |       |             |
| Donostia FC      | 3 - 0 | Unión Club  |
| Barakaldo        | 4 - 1 | Erandio FC  |
| 1º marzo 1936    |       |             |
| Erandio FC       | 2 - 1 | Donostia FC |
| Unión Club       | 1 - 2 | Barakaldo   |
| 8 marzo 1936     |       |             |
| Erandio FC       | 2 - 1 | Unión Club  |
| Donostia FC      | 2 - 1 | Barakaldo   |
| 15 marzo 1936    |       |             |
| Erandio FC       | 2 - 0 | Barakaldo   |
| Unión Club       | 2 - 1 | Donostia FC |
| 19 marzo 1936    |       |             |
| Barakaldo        | 5 - 0 | Donostia FC |
| Unión Club       | 1 - 1 | Erandio FC  |
| 22 marzo 1936    |       |             |
| Donostia FC      | 1 - 0 | Erandio FC  |
| Barakaldo        | 2 - 2 | Unión Club  |

### Gruppo IV
| Squadra    | P.ti | G | V | N | P | GF | GS | DR |
| ---------- | ---- | - | - | - | - | -- | -- | -- |
| Sabadell   | 9    | 6 | 4 | 1 | 1 | 10 | 2  | +8 |
| Júpiter    | 7    | 6 | 3 | 1 | 2 | 13 | 11 | +2 |
| Badalona   | 4    | 6 | 2 | 0 | 4 | 6  | 8  | -2 |
| Granollers | 4    | 6 | 1 | 2 | 3 | 8  | 16 | -8 |

| 15 febbraio 1936 |       |            |
| Sabadell         | 4 - 0 | Granollers |
| 23 febbraio 1936 |       |            |
| Sabadell         | 1 - 0 | Badalona   |
| Granollers       | 4 - 4 | CE Jupiter |
| 1º marzo 1936    |       |            |
| Badalona         | 2 - 1 | Granollers |
| CE Jupiter       | 2 - 1 | Sabadell   |
| 8 marzo 1936     |       |            |
| Badalona         | 2 - 0 | CE Jupiter |
| Granollers       | 0 - 0 | Sabadell   |
| 15 marzo 1936    |       |            |
| Badalona         | 0 - 1 | Sabadell   |
| CE Jupiter       | 5 - 0 | Granollers |
| 19 marzo 1936    |       |            |
| CE Jupiter       | 2 - 1 | Badalona   |
| 22 marzo 1936    |       |            |
| Granollers       | 3 - 1 | Badalona   |
| Sabadell         | 3 - 0 | CE Jupiter |

### Gruppo V
| Squadra       | P.ti | G | V | N | P | GF | GS | DR  |
| ------------- | ---- | - | - | - | - | -- | -- | --- |
| FC Levante    | 6    | 4 | 3 | 0 | 1 | 14 | 2  | +12 |
| Gimnástico FC | 4    | 4 | 1 | 2 | 1 | 2  | 7  | -5  |
| Cartagena FC  | 2    | 4 | 0 | 2 | 2 | 3  | 10 | -7  |
| Elche         |      |   |   |   |   |    |    |     |

| 23 febbraio 1936 |       |               |
| Gimnástico FC    | 1 - 0 | Levante FC    |
| 1º marzo 1936    |       |               |
| Cartagena FC     | 0 - 0 | Gimnástico FC |
| 8 marzo 1936     |       |               |
| Cartagena FC     | 0 - 5 | Levante FC    |
| 15 marzo 1936    |       |               |
| Levante FC       | 5 - 0 | Gimnástico FC |
| 19 marzo 1936    |       |               |
| Levante FC       | 4 - 1 | Cartagena FC  |
| 22 marzo 1936    |       |               |
| Gimnástico FC    | 1 - 1 | Cartagena FC  |

### Gruppo VI
| Squadra       | P.ti | G | V | N | P | GF | GS | DR  |
| ------------- | ---- | - | - | - | - | -- | -- | --- |
| Malacitano    | 8    | 6 | 4 | 0 | 2 | 19 | 7  | +12 |
| CD Mirandilla | 7    | 6 | 3 | 1 | 2 | 11 | 10 | +1  |
| Granada       | 6    | 6 | 3 | 0 | 3 | 9  | 7  | +2  |
| Córdoba       | 3    | 6 | 1 | 1 | 4 | 5  | 20 | -15 |

| 23 febbraio 1936   |       |                    |
| Malacitano         | 2 - 1 | Recreativo Granada |
| RCD Córdoba        | 2 - 2 | Mirandilla         |
| 1º marzo 1936      |       |                    |
| Mirandilla         | 3 - 1 | Malacitano         |
| Recreativo Granada | 5 - 1 | RCD Córdoba        |
| 8 marzo 1936       |       |                    |
| Mirandilla         | 3 - 0 | Recreativo Granada |
| Malacitano         | 7 - 0 | RCD Córdoba        |
| 15 marzo 1936      |       |                    |
| Mirandilla         | 2 - 1 | RCD Córdoba        |
| Recreativo Granada | 2 - 0 | Malacitano         |
| 19 marzo 1936      |       |                    |
| RCD Córdoba        | 0 - 4 | Malacitano         |
| Recreativo Granada | 1 - 0 | Mirandilla         |
| 22 marzo 1936      |       |                    |
| Malacitano         | 5 - 1 | Mirandilla         |
| RCD Córdoba        | 1 - 0 | Recreativo Granada |

### Gruppo VII
| Squadra         | P.ti | G | V | N | P | GF | GS | DR |
| --------------- | ---- | - | - | - | - | -- | -- | -- |
| Moghreb Tétouan | 4    | 2 | 2 | 0 | 0 | 3  | 1  | +2 |
| Tenerife        | 0    | 2 | 0 | 0 | 2 | 1  | 3  | -2 |

| 15 marzo 1936   |       |                 |
| Atletico Tetuán | 2 - 1 | Tenerife        |
| 22 marzo 1936   |       |                 |
| Tenerife        | 0 - 1 | Atletico Tetuán |

## Primo turno
|                     | Risultato |                | Andata | Ritorno | Spareggio |  |
| ------------------- | --------- | -------------- | ------ | ------- | --------- |  |
| Deportivo La Coruña | 5 - 5     | Sporting Gijón | 5 - 1  | 0 - 4   | 0 - 2     |  |
| FC Levante          | 0 - 1     | Barakaldo      | 0 - 1  |         |           |  |
| Maiorca             | 3 - 5     | Sabadell       | 2 - 1  | 1 - 4   |           |  |
| Moghreb Tétouan     | 2 - 5     | Malacitano     | 2 - 2  | 0 - 3   |           |  |

## Secondo turno
|           | Risultato |                | Andata | Ritorno |  |
| --------- | --------- | -------------- | ------ | ------- |  |
| Barakaldo | 3 - 4     | Sporting Gijón | 3 - 2  | 0 - 2   |  |
| Sabadell  | 3 - 2     | Malacitano     | 2 - 1  | 1 - 1   |  |

## Terzo turno
|                | Risultato |                  | Andata | Ritorno | Spareggio |  |
| -------------- | --------- | ---------------- | ------ | ------- | --------- |  |
| Sporting Gijón | 8 - 3     | Atlético Madrid  | 5 - 1  | 3 - 2   |           |  |
| Espanyol       | 4 - 4     | Valencia         | 1 - 0  | 3 - 4   | 3 - 2     |  |
| Real Betis     | 4 - 1     | Sabadell         | 3 - 0  | 1 - 1   |           |  |
| Osasuna        | 7 - 1     | Racing Santander | 5 - 1  | 2 - 0   |           |  |

## Ottavi di finale
|                 | Risultato |              | Andata | Ritorno | Spareggio |  |
| --------------- | --------- | ------------ | ------ | ------- | --------- |  |
| Madrid CF       | 3 - 3     | Arenas Getxo | 2 - 1  | 1 - 2   | 6 - 1     |  |
| Athletic Bilbao | 7 - 4     | Celta Vigo   | 6 - 0  | 1 - 4   |           |  |
| Sporting Gijón  | 0 - 4     | Barcellona   | 0 - 0  | 0 - 4   |           |  |
| Espanyol        | 6 - 3     | Xerez SC     | 3 - 0  | 3 - 3   |           |  |
| Siviglia        | 5 - 5     | Hércules     | 3 - 1  | 2 - 4   | 0 - 2     |  |
| Murcia FC       | 2 - 3     | Saragozza    | 2 - 0  | 0 - 3   |           |  |
| Osasuna         | 9 - 6     | Oviedo       | 5 - 1  | 4 - 5   |           |  |
| Girona          | 3 - 5     | Real Betis   | 1 - 2  | 2 - 3   |           |  |

## Quarti di finale
|            | Risultato |                 | Andata | Ritorno |  |
| ---------- | --------- | --------------- | ------ | ------- |  |
| Madrid CF  | 3 - 1     | Athletic Bilbao | 2 - 1  | 1 - 0   |  |
| Espanyol   | 2 - 4     | Barcellona      | 2 - 1  | 0 - 3   |  |
| Saragozza  | 1 - 4     | Hércules        | 1 - 1  | 0 - 3   |  |
| Real Betis | 1 - 3     | Osasuna         | 0 - 0  | 1 - 3   |  |

## Semifinali
|           | Risultato |            | Andata | Ritorno |  |
| --------- | --------- | ---------- | ------ | ------- |  |
| Madrid CF | 8 - 2     | Hércules   | 7 - 0  | 1 - 2   |  |
| Osasuna   | 5 - 9     | Barcellona | 4 - 2  | 1 - 7   |  |

## Finale
| Arbitro: | Julio Ostalé |

|                      |           |            |
| Eugenio 6’ Lecue 12’ | Marcatori | 29’ Escolà |